# Naunheim
Naunheim település Németországban, Rajna-vidék-Pfalz tartományban. Lakosainak száma 466 fő (2023. december 31.).

## Népesség
A település népességének változása:
| Lakosok száma | 321  | 438  | 437  | 471  | 461  | 466  |
|               | 1975 | 2017 | 2019 | 2021 | 2022 | 2023 |